# 比爾·米林
威廉·米林（英語：William Millin，1922年7月14日—2010年8月10日），小名比爾（Bill），經常被暱稱為風笛手比爾（Piper Bill），生於加拿大薩克其萬，三歲時隨蘇格蘭籍父親回到格拉斯哥。他在二次大戰諾曼地登陸行動中，擔任英國陸軍第1特遣旅指揮官賽門·弗雷澤（Simon Fraser）的專屬風笛手，引導英軍進攻諾曼地海灘。